# Sistema hoste-convidat

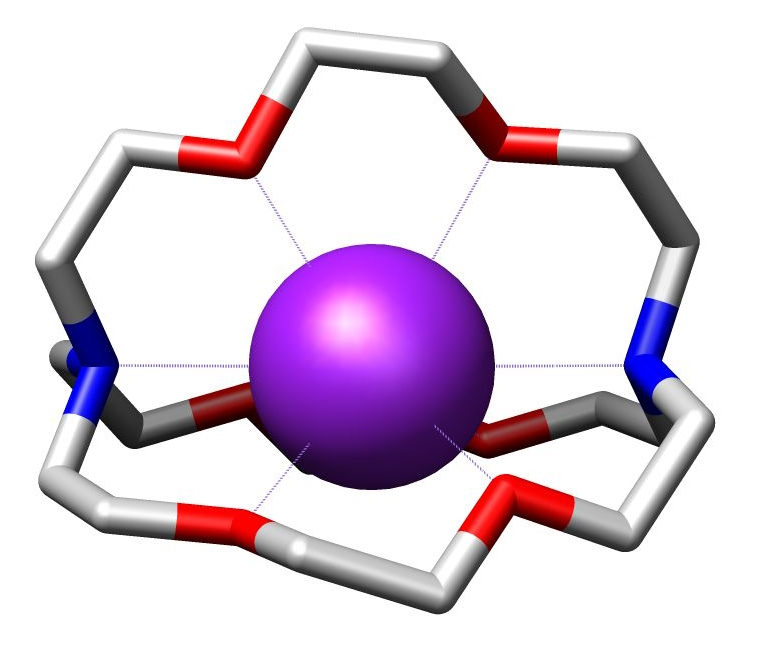
[2.2.2]Criptat de potassi. En vermell es representen els oxígens i en blau els nitrògens. A la resta de llocs de les cadenes hi ha carbonis.

Un sistema hoste-convidat o sistema amfitrió-hoste, és una estructura molecular en la qual una molècula hoste n'acull una més petita, dita convidat, en el seu si.
Aquests sistemes són estudiats per la química supramolecular i poden ser utilitzat en síntesi i en catàlisi. Les molècules hostes també són anomenades receptors sintètics i imiten el mecanisme dels enzims.
Es considera que una fita clara per a l'origen del reconeixement molecular és la proposta del principi de bloqueig i clau d'Emil Fischer el 1894. De la mateixa manera, se sabia a la dècada de 1950 que els productes naturals poden reconèixer molècules particulars, inclosa la capacitat de reconeixement de l'oligosacàrid cíclics ciclodextrina i de l'oligopèptid cíclic valinomicina. Charles J. Pedersen descobrí els èter corona, la primera molècula hoste artificial capaç de reconeixement molecular el 1967. Donald J. Cram establí un nou camp de la química, la química hoste-convidat, mitjançant el desenvolupament d'aquest concepte per a una àmplia gamma de sistemes moleculars. Finalment, el 1978, Jean-Marie Lehn combinà camps químics relacionats, inclosa la química hoste-convidat i la química d'assemblatge molecular en la química supramolecular.